# German Open (Badminton)/Damendoppel
Folgend die Sieger und Finalisten der German Open im Badminton im Damendoppel.
| Jahr      | Sieger                                  | Finalist                                    | Ergebnis            |
| --------- | --------------------------------------- | ------------------------------------------- | ------------------- |
| 1955      | Annelise Hansen Grete Flensted          | Hanne Jensen Luise Schmitz                  | 15-2, 15-1          |
| 1956      | Anni Hammergaard Hansen Hanne Jensen    | Inger Kjærgaard Hanne Roest                 | 15-6, 15-3          |
| 1957      | Agnete Friis Hanne Jensen               | Inger Kjærgaard Bitten Nielsen              | 18–14, 15–11        |
| 1958      | Gisela Ellermann Hannelore Schmidt      | Ann-Marie Prahl Amy Pettersson              |                     |
| 1959      | Agnete Friis Aase Schiøtt Jacobsen      | Karin Rasmussen Annette Schmidt             | 15–12, 15–6         |
| 1960      | Agnete Friis Inger Kjærgaard            | Karin Rasmussen Annette Schmidt             | 15-13, 15-6         |
| 1961      | Judy Hashman Sonia Cox                  | Hannelore Schmidt Irmgard Latz              | 15-5, 15-6          |
| 1962      | Judy Hashman Tonny Holst-Christensen    | Karin Jørgensen Ulla Rasmussen              | 15-12, 15-9         |
| 1963      | Karin Jørgensen Ulla Rasmussen          | Judy Hashman Sue Devlin                     | 15-8, 15-10         |
| 1964      | Angela Bairstow Jennifer Pritchard      | Irmgard Latz Imre Rietveld                  | 15-8, 15-8          |
| 1965      | Brenda Parr Ursula Smith                | Sue Pound Veronica Brock                    | 15-5, 17-16         |
| 1966      | Judy Devlin Sue Peard                   | Karin Jørgensen Ulla Strand                 | 15-7, 15-3          |
| 1967      | Irmgard Latz Marieluise Zizmann         | Lizbeth von Barnekow Ulla Strand            | 18-14, 9-15, 15-9   |
| 1968      | Margaret Boxall Susan Whetnall          | Irmgard Latz Marieluise Wackerow            | 15-6, 15-7          |
| 1969      | Anne Flindt Pernille Mølgaard Hansen    | Gudrun Ziebold Marieluise Wackerow          | 15-5, 15-12         |
| 1970      | nicht ausgetragen                       | nicht ausgetragen                           | nicht ausgetragen   |
| 1971      | Anne Flindt Pernille Mølgaard Hansen    | Joke van Beusekom Agnes van der Meulen      | 15-10, 15-8         |
| 1972      | Anne Flindt Pernille Mølgaard Hansen    | Joke van Beusekom Marjan Luesken            | 15-15, 15-10, 15-9  |
| 1973      | Deirdre Algie Barbara Lord              | Agnes van der Meulen Marja Ridder           | 15-10, 12-15, 15-5  |
| 1974      | Margaret Beck Gillian Gilks             | Marieluise Zizmann Brigitte Steden          | 15-12, 12-15, 15-6  |
| 1975      | Brigitte Steden Marieluise Zizmann      | Joke van Beusekom Marjan Luesken            | 7–15, 15–11, 15–0   |
| 1976      | Gillian Gilks Susan Whetnall            | Barbara Sutton Jane Webster                 | 15–11, 15–9         |
| 1977      | Barbara Giles Jane Webster              | Inge Borgstrøm Pia Nielsen                  | 15–10, 15–11        |
| 1978      | Nora Perry Anne Skovgaard               | Jane Webster Barbara Sutton                 | 17-15, 15-5         |
| 1979      | nicht ausgetragen                       | nicht ausgetragen                           | nicht ausgetragen   |
| 1980      | Jane Webster Karen Chapman              | Sally Podger Gillian Clark                  |                     |
| 1981      | Gillian Gilks Paula Kilvington          | Karen Chapman Sally Leadbeater              | 15-8, 15-7          |
| 1982      | Wu Dixi Lin Ying                        | Xu Rong Wu Jianqiu                          | 15-8, 13-15, 15-9   |
| 1983      | Sumiko Kitada Shigemi Kawamura          | Karen Chapman Helen Troke                   | 15-10, 15-4         |
| 1984      | Gillian Gilks Karen Bridge              | Gillian Clark Karen Chapman                 | 17-14, 18-14        |
| 1985      | Wu Jianqiu Guan Weizhen                 | Karen Beckman Gillian Gilks                 | 15–9, 6-15, 15–9    |
| 1986      | Kim Yun-ja Yoo Sang-hee                 | Chung Myung-hee Hwang Hye-young             | 15-10, 15-5         |
| 1987      | Lin Ying Guan Weizhen                   | Gillian Clark Gillian Gowers                | 15-6, 15-10         |
| 1988      | Lao Yujing Zheng Yuli                   | Gillian Clark Gillian Gowers                | 15-8, 3-15, 15-4    |
| 1989      | Erma Sulistianingsih Rosiana Tendean    | Gillian Clark Gillian Gowers                | 10–15, 15–2, 15–9   |
| 1990      | Dorte Kjær Lotte Olsen                  | Pernille Dupont Grete Mogensen              | 15–9, 17–14         |
| 1991      | Christine Magnusson Lim Xiaoqing        | Lin Yanfen Yao Fen                          | 15–11, 17–15        |
| 1992      | Christine Magnusson Lim Xiaoqing        | Catrine Bengtsson Maria Bengtsson           | 15–9, 15–0          |
| 1993      | Finarsih Lili Tampi                     | Chen Ying Wu Yuhong                         | 15–3, 15–10         |
| 1994      | Peng Xinyong Zhang Jin                  | Marlene Thomsen Anne Mette van Dijk         | 15–11, 15–5         |
| 1995      | Eliza Nathanael Zelin Resiana           | Chen Ying Peng Xinyong                      | w.o.                |
| 1996      | Deyana Lomban Indarti Issolina          | Eline Coene Erica van den Heuvel            | 18–15, 18–13        |
| 1997      | Rikke Olsen Helene Kirkegaard           | Lisbet Stuer-Lauridsen Marlene Thomsen      | 4–15, 15–5, 15–8    |
| 1998      | nicht ausgetragen                       | nicht ausgetragen                           | nicht ausgetragen   |
| 1999      | Chen Lin Jiang Xuelian                  | Qin Yiyuan Gao Ling                         | 15–13, 15–13        |
| 2000      | Lu Ying Huang Sui                       | Yoshiko Iwata Haruko Matsuda                | 15–5, 15–3          |
| 2001      | Helene Kirkegaard Rikke Olsen           | Mette Schjoldager Ann-Lou Jørgensen         | 7–0, 8–7, 7–0       |
| 2002      | Mia Audina Lotte Jonathans              | Rikke Olsen Ann-Lou Jørgensen               | 11–2, 11–2          |
| 2003      | Ra Kyung-min Lee Kyung-won              | Yang Wei Zhang Jiewen                       | 15–6, 15–17, 15–8   |
| 2004      | Zhang Dan Zhang Yawen                   | Wei Yili Zhao Tingting                      | 15–8, 15–12         |
| 2005      | Gao Ling Huang Sui                      | Wei Yili Zhao Tingting                      | 15–4, 15–10         |
| 2006      | Yang Wei Zhang Jiewen                   | Gao Ling Huang Sui                          | 3–15, 15–11, 15–10  |
| 2007      | Yang Wei Zhang Jiewen                   | Du Jing Yu Yang                             | 21–8, 21–7          |
| 2008      | Lee Kyung-won Lee Hyo-jung              | Miyuki Maeda Satoko Suetsuna                | 21–17, 21–16        |
| 2009      | Cheng Shu Zhao Yunlei                   | Pan Pan Tian Qing                           | 18–21, 21–13, 21–16 |
| 2010      | Ma Jin Wang Xiaoli                      | Cheng Shu Zhao Yunlei                       | 24-22, 21-15        |
| 2011      | Mizuki Fujii Reika Kakiiwa              | Ha Jung-eun Kim Min-jung                    | 21–16, 21–14        |
| 2012      | Xia Huan Tang Jinhua                    | Jung Kyung-eun Kim Ha-na                    | 23–21, 21–13        |
| 2013      | Jung Kyung-eun Kim Ha-na                | Ma Jin Tang Jinhua                          | 11–21, 21–16, 21–14 |
| 2014      | Misaki Matsutomo Ayaka Takahashi        | Jung Kyung-eun Kim Ha-na                    | 23–21, 24–22        |
| 2015      | Christinna Pedersen Kamilla Rytter Juhl | Della Destiara Haris Rosyita Eka Putri Sari | 21–18, 17–21, 21–9  |
| 2016      | Huang Yaqiong Tang Jinhua               | Puttita Supajirakul Sapsiree Taerattanachai | 21–14, 21–18        |
| 2017      | Yuki Fukushima Sayaka Hirota            | Huang Dongping Li Yinhui                    | 15–21, 21–17, 21–15 |
| 2018      | Yuki Fukushima Sayaka Hirota            | Huang Dongping Yu Zheng                     | 18–21, 21–14, 21–6  |
| 2019      | Du Yue Li Yinhui                        | Misaki Matsutomo Ayaka Takahashi            | 22–20, 21–15        |
| 2020 2021 | nicht ausgetragen                       | nicht ausgetragen                           | nicht ausgetragen   |
| 2022      | Chen Qingchen Jia Yifan                 | Gabriela Stoeva Stefani Stoeva              | 21–16, 29–30, 21–19 |
| 2023      | Baek Ha-na Lee So-hee                   | Nami Matsuyama Chiharu Shida                | 21–19, 21–15        |
| 2024      | Li Yijing Luo Xumin                     | Gabriela Stoeva Stefani Stoeva              | 21–7, 13–21, 21–18  |